# Simulakrum
Simulakrum (plurál: simulakra), z latinského simulare, “napodobovat, jevit se“, je chápáno jako vyprázdněný obraz, pouhá forma bez obsahu, ikona, nápodoba.
V kontextu tzv. poststrukturalismu byl termín simulakrum poprvé použit v knize Diference a opakování (1968, v originále Différence et répétition), ve které Gilles Deleuze tvrdí, že simulakra jsou obsahem doktríny Friedricha Nietzscheho o věčném návratu.
Problematika simulaker tvoří podstatnou část díla francouzského sociologa a filosofa Jeana Baudrillarda. V knize Simulakra a simulace (v originálu Simulacres et simulation) redefinuje termín v kontextu sémiotiky, čímž jeho význam podstatně rozšířil a posunul. Simulakrum je virtuální kopie neexistujícího originálu, která je reálnější než skutečnost. Nebo jednodušeji jako kopie prvního, ale skutečnější.
Baudrillard mluví o třech řádech simulakra:
1. V prvním řádu, které spojuje s před-moderní dobou, je obraz snadno rozeznatelný jako podvrh reality, je jasně chápan jako iluze.
2. V druhém řádu, které spojuje s moderní dobou – industriální revolucí, je v důsledku obrovské produkce kopií už téměř nemožné rozlišit mezi originálem a kopií, mezi obrazem a reprezentací.
3. V třetím řádu, které spojuje s postmoderní dobou, je rozdíl mezi originálem a kopií smazán, existuje jen simulakrum. Nadprodukce znaků způsobila jejich odtržení od objektu reprezentace (jak byla klasicky chápána reference) a svým zacyklením způsobila konec reality jako takové. Místo ní nastoupila hyperrealita.

Simulakrum je implodovaný pojem. V éře reprezentace vznikaly významy na základě uvědomění si rozdílu. Naopak simulakrum je spojení obrazu, skutečnosti a ideologie. Není tedy již kopií, nýbrž modelem, idealitou, který předchází realitě a determinuje ji.
Fredric Jameson používá příkladu fotorealismu k popisu simulaker. Malba je kopií fotografie, ne reality. I fotografie je pouhou kopií. V umění lze na simulakra narazit například v Pop Artu, Trompe l'oeil, neorealismu nebo ve francouzské nové vlně.

## Explicitní příklady simulaker
Ve filmu a televizi:
- replikanti a androidi (Blade Runner, Star Trek – např. Data, Vetřelec, Cyloni z Battlestar Galactica)
- trilogie Matrix (Matrix, Matrix Reloaded, Matrix Revolutions) se zabývá problematikou a možnostmi simulaker
- další filmy o virtuálních realitách jsou např. Třinácté patro, eXistenZ, …

V literatuře:
- Philip K. Dick ve svých povídkách a románech často prozkoumával koncept simulaker.